# 安部徹
安部 徹（あべ とおる、1917年3月28日 - 1993年7月18日）は、日本の俳優。本名：阿部 徹（読み同じ）。旧芸名：原 不二雄（はら ふじお）。
日活アクション映画や東映仁侠・ヤクザ映画など数多くの作品で悪役を演じ、戦後日本映画史に残る悪玉役者として知られる。戦前に新興キネマでデビューしており、若手時代は二枚目俳優として活躍した。妻は女優・声優の北原文枝だが入籍はしていない。

## 来歴
1917年（大正6年）3月28日、福岡県宗像郡東郷町（現在の宗像市）に、教師で糟屋郡志免町の青年学校長を務めていた父・大作と母・千代の4人兄弟の四男として生まれる。3人の兄はいずれも戦死している。
上京して府立四中（現在の都立戸山高校）を修了後、東京商科大学予科に進むが、酔っ払って西武線を止めて退学処分となる。府立四中では浜口庫之助と同級生だった。その後、東京水産講習所（現在の東京海洋大学）漁撈科に入るが、サラリーマンになるのが嫌で、中退して映画俳優を志す。
1939年（昭和14年）、新興キネマ東京撮影所に入社、原不二雄を芸名として山路ふみ子主演の『結婚問答』で映画デビューする。1944年（昭和19年）には松竹大船撮影所に転じ、安部徹と改名。吉村公三郎監督の『決戦』に主演し堅実な演技を見せる。戦後も木暮実千代の復帰第1回作『許された一夜』に木暮の相手役で主演したのを始め、木下惠介監督の『肖像』などに脇役で出演する。1951年（昭和26年）からフリーとなる。
1954年（昭和29年）からは同年に映画製作を再開した日活映画に多数出演する。初期の文芸映画でも助演として出演したが、後の石原裕次郎や小林旭ら主演によるアクション映画で悪役を演じ、欠かせない存在となる。1960年代からは東映任侠映画でも活躍し、『網走番外地』シリーズや『明治侠客伝 三代目襲名』などで悪役を演じ続ける。安部の悪役は凶暴な野獣性、陰湿な策謀性の両面にわたって多彩であり、その風貌と体格を活かして、任侠映画やアクション映画以外に戦争映画、時代劇、ギャング映画など様々なジャンルの作品に凄味のある役柄で出演した。
1993年（平成5年）7月18日午前1時58分、胆嚢癌のため東京都港区の病院で死去、76歳没。

## 人物・エピソード
- 第二次世界大戦中の二等兵時代に、毎日レントゲンに影が出るよう砂を胸に付けたり、体温計を擦って微熱を作り、病人と偽って戦地へ行くことを逃れた。また大杉栄に傾倒していた。
- 母方の祖父が日刊工業新聞の創始者であることから、2代目増田社長から同社の社長を要請されたが、俳優として活躍中だったため、あっさりと断っている。
- ゴルフを趣味としており、かつてスポーツ報知に自身のゴルフにまつわるコラムを連載していた。
- 小田急の重役の娘であった前妻との間に長男がいる。

## 出演作品

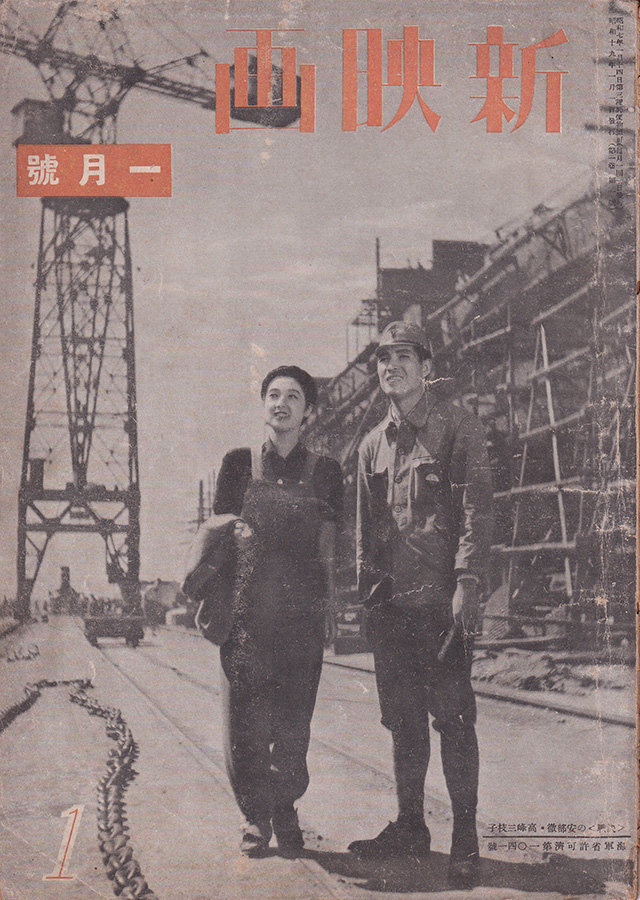
『新映画』昭和19年1月号表紙。
高峰三枝子とともに

### 映画
- 舞ひ上る情熱（1941年、新興キネマ） - 山内二等兵
- 風雪の春（1943年、大映） - 松井助手
- 決戦（1944年、松竹）
- 歓呼の町（1944年、松竹） - 三郎
- 乙女のゐる基地（1945年、松竹） - 光沢中尉
- 女生徒と教師（1946年、松竹） - 隅田安雄
- 許された一夜（1946年、松竹） - 戸田
- 象を喰った連中（1947年、松竹） - 野村
- 深夜の市長（1947年、松竹） - 黒市憲三
- 肖像（1948年、松竹） - 一郎
- 汚れた花園（1948年、松竹） - 正純
- 森の石松（1949年、松竹） - ノミコミの忠太
- 薔薇はなぜ紅い（1949年、松竹） - 瀬川篤造
- 暴力の街（1950年） - 田島
- 薔薇合戦（1950年、松竹） - 茂木
- 情熱のルムバ（1950年、松竹） - 西脇
- おぼろ駕籠（1951年、松竹） - 小柳市太郎
- 陽気な渡り鳥（1952年、松竹） - 吉澤巳之吉
- 現代人（1952年、松竹） - 小田切の兄
- 花の生涯 彦根篇 江戸篇（1953年、松竹） - 通訳
- 東京物語（1953年、松竹） - 鉄道職員
- 恋文（1953年、新東宝）
- 戦艦大和（1953年、新東宝） - 第二艦隊司令長官 栗田健男
- 叛乱（1954年、新東宝） - 村中孝次
- 関八州勢揃い（1954年、新東宝） - 山岡甚太夫
- 太陽のない街（1954年、新星映画） - 特高課長
- 沓掛時次郎（1954年、日活） - 下野与兵衛
- 黒い潮（1954年、日活） - 石井副部長
- 泥だらけの青春（1954年、日活） - 製作部長
- 右門捕物帖シリーズ（宝塚映画）
  - 右門捕物帖 まぼろし変化（1954年） - 室左次馬
  - 右門捕物帖 献上博多人形（1955年） - 奥山主膳
- 日本敗れず（1954年、新東宝） - 新井大佐
- 慈悲心鳥（1954年、新東宝） - 検察事務官
- 多羅尾伴内シリーズ（東映）
  - 隼の魔王（1955年） - 青池二塁手
  - 多羅尾伴内 七つの顔の男だぜ（1960年） - 須田庄平
- 銀座の女（1955年、日活） - 長谷川警部
- 狼（1955年、近代映画協会） - オートバイ運転手
- 少年死刑囚（1955年、日活） - 石松
- 七つボタン（1955年、日活） - 班長香川一曹
- 天下の若君漫遊記（1955年、日活） - 稲妻の源次
- 続警察日記（1955年、日活） - 川越巡査
- 乳房よ永遠なれ（1955年、日活） - 山上
- 力道山物語 怒濤の男（1955年、日活） - 鬼龍山
- 銀心中（1956年、日活） - 職人風の客
- 火の鳥 (1956年、日活) - 春山プロデューサー
- 沖縄の民（1956年、日活） - 新垣大尉
- 月蝕（1956年、日活） - 高崎
- 人間魚雷出撃す（1956年、日活） - 掌水雷長
- 地獄の波止場（1956年、日活）- 笠井
- 孤獨の人（1957年、日活） - 警衛
- お転婆三人姉妹 踊る太陽（1957年、日活） - 轟先生
- 私は前科者である（1957年、日活） - 労働者A
- フランキーの宇宙人（1957年、日活） - 市村記者
- 池田大助捕物帖 血染の白矢（1957年、日活） - 黒雲の徳兵衛
- 海の野郎ども（1957年、日活） - 監督B
- 鷲と鷹（1957年、日活） - 松
- 美徳のよろめき（1957年、日活） - 飯田
- 嵐を呼ぶ男（1957年、日活） - 持永
- 夜の牙（1958年、日活） - 赤沼弁護士
- 夫婦百景（1958年、日活） - 岡崎克巳
- 紅の翼（1958年、日活） - 加田良蔵
- 人間の條件 第1・2部（1959年、にんじんくらぶ） - 渡合憲兵軍曹
- 東京の孤独 (1959年、日活)
- 無法街の野郎ども（1959年、東映） - 浜川友三郎
- 銀座旋風児 黒幕は誰だ（1959年、日活） - 腰林陣吉
- わが愛（1960年、松竹） - 吉村地方部長
- 喧嘩太郎（1960年、日活） - 須山委員
- 不知火検校（1960年、大映） - 鳥羽屋丹治
- 勝利と敗北（1960年、大映） - 郷田
- 殴り込み艦隊（1960年、東映） - 駆逐艦黒雲砲術長
- 笛吹川（1960年、松竹） - 勝やん
- がんばれ! 盤嶽 (1960年)
- あした晴れるか（1960年、日活） - 根津保
- 闘牛に賭ける男（1960年、日活） - 営業部長
- 俺の血が騒ぐ（1961年、日活）
- 風と雲と砦 (1961年、大映)
- 大暴れマドロス野郎（1961年、日活） - 陳
- 太陽、海を染めるとき（1961年、日活） - 宮本専務
- ろくでなし野郎（1961年、日活） - 軍司剛平
- 橋蔵の若様やくざ（1961年、東映） - 風早主税之亮
- 百万弗を叩き出せ（1961年、日活） - 白石会長
- 鯉名の銀平 (1961年、大映)
- からみ合い（1962年、にんじんくらぶ） - 刑事A
- 源九郎義経（1962年、東映） - 畠山庄司重忠
- 渡り鳥故郷へ帰る（1962年、日活） - 宇多欣造
- 歌う暴れん坊（1962年、日活） - 榎本勝四郎
- 暗黒街最後の日（1962年、東映） - 星野弦一郎
- 波止場の賭博師（1963年、日活） - 牧野
- 特別機動捜査隊（東映） - 立石警部補
  - 特別機動捜査隊（1963年）
  - 特別機動捜査隊 東京駅に張り込め（1963年）
- 俺の背中に陽が当る（1963年、日活）
- 新選組血風録 近藤勇（1963年、東映） - 伊東甲子太郎
- 座頭市兇状旅（1963年、大映） - 矢切の東九郎
- ギャング忠臣蔵（1963年、東映） - 吉良高之介
- 関の弥太っぺ（1963年、東映） - 飯岡の助五郎
- 関東無宿（1963年、日活）
- 悪名一番（1963年、大映） - 郡純太郎
- 東京ギャング対香港ギャング（1964年、東映） - 大岡
- ならず者（1964年、東映） - 毛
- 大殺陣（1964年、東映） - 山鹿素行
- 無宿者 (1964年)
- 忍者狩り（1964年、東映） - 久世大和守
- 御金蔵破り（1964年、東映） - 弥太五郎
- 日本侠客伝（1964年、東映） - 沖山仁三郎
- 眠狂四郎シリーズ（大映）
  - 眠狂四郎炎情剣（1965年） - 跡部将監
  - 眠狂四郎女地獄（1968年） - 稲田外記
- 網走番外地シリーズ（東映）
  - 網走番外地（1965年） - 依田
  - 続 網走番外地（1965年） - 依田
  - 網走番外地 望郷篇（1965年） - 安井
  - 網走番外地 北海篇（1965年） - 安川
  - 網走番外地 決斗零下30度（1967年） - 関野
- 無法松の一生（1965年、大映） - 撃剣の師範
- 無宿者仁義（1965年、東映） - 丸山
- 明治侠客伝 三代目襲名（1965年、東映） - 唐沢竜造
- ギャング頂上作戦（1965年、東映） - 祭源三
- 鉄砲犬（1965年、大映） - 塚本貫次
- ザ・ガードマン 東京忍者部隊（1966年、大映） - 泉田大造
- 兄弟仁義シリーズ（東映）
  - 兄弟仁義（1966年） - 鬼頭鉄五郎
  - 兄弟仁義 関東兄貴分（1967年） - 嶋岡剛平
  - 新兄弟仁義（1970年） - 堀源三
- 侠勇の花道 ドス (1966)
- 浪曲子守唄（1966年、東映） - 木崎
- 大魔神逆襲（1966年、大映） - 荒川飛騨守
- 若親分を消せ（1967年、大映） - 鎧大吉
- 七人の野獣（1967年、日活）
- 花札渡世（1967年、東映） - 木村五六
- 日本暗黒史シリーズ（東映）
  - 日本暗黒史 血の抗争（1967年） - 関屋
  - 日本暗黒史 情無用（1968年） - 深町大五郎
- 波止場の鷹（1967年、日活） - 稲垣修平
- 兵隊やくざ 殴り込み（1967年、大映） - 影沼少佐
- 8.15シリーズ（東宝）
  - 連合艦隊司令長官 山本五十六（1968年） - 草鹿参謀長[4]
  - 日本海大海戦（1969年） - 須知中佐[4]
  - 激動の昭和史 軍閥（1970年） - 南雲忠一
- 二匹の用心棒（1968年、大映） - 小仏の市兵衛
- 女賭博師絶縁状（1968年、大映） - 横尾玄造
- おんな刺客卍（1969年、東映） - 芹沢鴨
- 昇り竜 鉄火肌 (1969年、日活)
- 極悪坊主シリーズ（東映）
  - 極悪坊主 人斬り数え唄（1968年） - 郷田鉄五郎
  - 極悪坊主 飲む打つ買う（1971年） - 田所義造
- 現代やくざ 与太者の掟（1969年、東映） - 荒尾徹
- 温泉ポン引女中（1969年、東映） - 相沢精一郎
- やくざ刑罰史 私刑（1969年、東映） - 黒磯の剛造
- やくざ非情史 刑務所兄弟（1969年、東映） - 高城正蔵
- 不良番長シリーズ（東映）
  - 不良番長 送り狼（1969年） - 川島安三郎
  - 不良番長 王手飛車（1970年） - 大崎武人
  - 不良番長 出たとこ勝負（1970年） - 大滝制三郎
  - 不良番長 口から出まかせ（1970年） - 江藤製薬会長
  - 不良番長 手八丁口八丁（1971年） - 大滝謙作
  - 不良番長 突撃一番（1971年） - 寺沢甲三郎
  - 不良番長 のら犬機動隊（1972年） - 大場総一郎
- 新網走番外地 流人岬の血斗（1969年、東映） - 浜倉
- 大幹部 殴り込み（1969年、日活） - 西尾重造
- 博徒百人シリーズ（日活）
  - 博徒百人（1969年） - 郷田鉄五郎
  - 博徒百人 任侠道（1969年） - 笹井
- 妖艶毒婦伝 お勝兇状旅（1969年、東映） - 島田屋庄左衛門
- 朱鞘仁義シリーズ（日活）
  - 朱鞘仁義 鉄火みだれ桜（1969年） - 関山徳蔵
  - 朱鞘仁義 お命頂戴（1969年） - 高政大造
- 蝦夷館の決闘（1970年、東宝） - 後藤主馬之介
- 緋牡丹博徒 お竜参上（1970年、東映） - 鮫州の政五郎
- 日本最大の顔役（1970年、日活） - 北川
- 舶来仁義 カポネの舎弟（1970年、東映） - 赤沼剛蔵
- 日本一のヤクザ男（1970年、東宝） - 根本組長
- 怪談昇り竜（1970年、日活） - 土橋組組長
- 日本女侠伝 鉄火芸者（1970年、東映） - 安川重平
- トラ・トラ・トラ! （1970年、20世紀フォックス） - 海軍少将・大西瀧治郎
- 未亡人ごろしの帝王（1971年、東映） - 栗林
- やくざ刑事 恐怖の毒ガス（1971年、東映） - 関口一成
- 新座頭市・破れ!唐人剣（1971年、勝プロ） - 石川藤兵ヱ
- 尼寺博徒（1971年、東映） - 西条市太郎
- 悪親分対代貸（1971年、東映） - 丸屋伍平
- 逆縁三つ盃 (1971年、日活)  - 得津秀夫
- 人間標的 (1971年、松竹)  - 仙田部長刑事
- 女番長シリーズ（東映）
  - 女番長ブルース 牝蜂の逆襲（1971年） - 秋本剛
  - 女番長ゲリラ（1972年） - 筒井猛
  - 女番長 タイマン勝負（1974年） - 大島文男
  - 女番長 玉突き遊び（1974年） - 立花総太郎
- エロ将軍と二十一人の愛妾（1972年、東映） - 田沼意次
- 不良街（1972年、東映） - 大柴栄造
- 無宿人御子神の丈吉 川風に過去は流れた（1972年、東宝） - 松戸の助三郎
- 非情学園ワル 教師狩り（1973年、東映） - 氷室洋之進
- やさぐれ姐御伝 総括リンチ（1973年、東映） - 浅吉
- 高校生無頼控 感じるゥームラマサ（1973年、東宝） - 谷川源太郎
- 日本侠花伝（1973年、東宝） - 岸本強
- ザ・ゴキブリ（1973年、東宝） - 黒田剛
- 修羅雪姫 怨み恋歌（1974年、東京映画） - 寺内謙道
- 狼よ落日を斬れ（1974年、松竹） - 平五郎
- 俺の血は他人の血（1974年、松竹)  -山鹿虎一郎
- まむしと青大将（1975年、東映） - 元村昭治
- 県警対組織暴力（1975年、東映） - 菊地東馬
- 日本暴力列島 京阪神殺しの軍団（1975年、東映） - 風間栄造
- 資金源強奪（1975年、東映） - 羽田博厚
- 暴力教室（1976年、東映） - 石黒源之助
- 嗚呼!!花の応援団（1976年、日活） - 青田玄道
- 日本の首領（東映） - 横川健太郎
  - 日本の首領 野望篇（1977年）
  - 日本の首領 完結篇（1978年）
- はなれ瞽女おりん（1977年、表現社） - 別所彦三郎
- カラテ大戦争（1978年、松竹） - 荒木頼三
- 多羅尾伴内（1978年、東映） - 小泉登
- 水戸黄門（1978年、東映） - 加賀藩次席家老・村井主水
- 蘇える金狼（1979年、角川春樹事務所） - 鈴本光明
- 夜叉ヶ池（1979年、松竹） - 権藤管八
- トラック野郎・故郷特急便（1979年、東映） - 岩瀬
- 将軍 SHŌGUN（1980年、パラマウント・ピクチャーズ / 東宝） - 広松
- 純（1980年、東映セントラルフィルム） - 傘の柄の男
- 連合艦隊（1981年、東宝映画） - 栗田第二艦隊司令長官[4]
- 燃える勇者（1981年、東映） - 大矢栄
- 道頓堀川（1982年、松竹） - 田村

### テレビドラマ
- 東芝日曜劇場（KR）
  - 第30回「海の蝶」（1957年）
  - 第74回「黒い虹」（1958年）
  - 第78回「星を眺める最後の夜」（1958年）
  - 第82回「国士無双」（1958年）
  - 第690回「本当の本妻」（1970年） - 栄吉
  - 第953回「じょうもんさん」（1975年）
  - 第980回「社長命令」（1975年）
- サンヨーテレビ劇場（KR）
  - 青春の群像（1959年）
  - 燃えろ燃えろ（1959年）
- 東芝土曜劇場（CX）
  - 第10回「耳飾り」（1959年）
  - 第35回「けだものの詩」（1959年）
  - 第91回「悪人の眺め」（1960年）
- 夫婦百景 第62回「強情なる夫」（1959年、NTV）
- シャープクライマックス 人生はドラマだ 第8回「近藤勇」（1959年、NTV）
- スリラー劇場・夜のプリズム（NTV）
  - 第29回「かあちゃんは犯人じゃない」（1959年）
  - 第41回「筆跡」（1959年）
- スリラー劇場 / 寒流（1960年、NTV）
- シャープ火曜劇場 第14回「検事とその妹」（1961年、CX） - 川崎
- テレビ指定席 / 国士無双（1961年、NHK）
- 浪曲ドラマ / 若き日の周作（1963年、NHK）
- 判決 第68話「刑事802号法廷」（1964年、NET） - 検事
- 虹の設計（1964年 - 1966年、NHK）
- 日産スター劇場（NTV）
  - ライスカレー情報（1964年）
  - へそまがりに突撃!（1965年）
  - 夫が妻にテイコウするとき（1965年）
  - どんでん野郎（1966年）
  - 他人のふんどし（1967年）
  - 知らない卵がやってきた（1968年）
  - 行け!花むこ候補（1968年） - 高木
- ライオン奥様劇場 / 或る女（1964年、CX）
- 東京警備指令 ザ・ガードマン 第17話「ある夜突然に」（1965年、TBS / 大映テレビ室）
- 乗っていたのは二十七人（1965年、NET） - 丹下捜査係長
- 嵐のなかでさよなら（1966年、NET） - 麻田郷衛門
- 剣 第16回「居合必殺」（1967年、NTV） - 天堂一心斉
- 大河ドラマ （NHK）
  - 竜馬がゆく（1968年） - 来島又兵衛
  - 天と地と（1969年） - 神保良春
  - 勝海舟（1974年） - 板倉周防守
  - 元禄太平記（1975年） - 大石無人
  - 太平記（1991年） - 高師氏
- 日本剣客伝 第4話「塚原卜伝」（1968年、NET / 東映） - 小神野越前守
- ポーラテレビ小説（TBS）
  - 三人の母（1968年 - 1969年）
  - オランダおいね（1970年） - 石井宗謙
- あひるの学校（1968年 - 1969年、NHK） - 染谷四郎
- 無用ノ介 第9話「やってきた無用ノ介」（1969年、NTV / 国際放映） - 河津官兵衛
- 鞍馬天狗（1969年、NHK） - 柳下主殿
- プレイガール（東京12チャンネル / 東映）
  - 第15話「怪談 濡れた女に手を出すな」（1969年）
  - 第54話「女の蕾に手を出すな」（1970年） - 高野啓介
  - 第140話「腰の軍刀にしがみつき」（1971年） - 蒔田
  - 第219話「怪談 世にも凄まじい女」（1973年） - 永田
  - 第270話「女の武器は濡れた肌」（1974年） - 篠原
- 柳生十兵衛 第18話「隠密子守唄」・第19話「南国慕情」（1971年、CX / 東映） - 川上助太夫
- 男は度胸（1970年、NHK） - 赤川大膳
- 木下恵介・人間の歌シリーズ / 椿の散るとき（1970年 - 1971年、TBS）
- 徳川おんな絵巻 第7話「お妾拝領仕る」・第8話「嫁地獄」（1970年、KTV / 東映） - 牧原只左衛門
- 柔道一直線 第46話「鬼の柔道 －柔よく剛を制すとは－」（1970年、TBS / 東映） - 木村政彦
- 遠山の金さん捕物帳（NET / 東映）
  - 第27話「狼が狙った女」（1971年） - 市兵衛
  - 第102話「狼と呼ばれた女」（1972年） - 仁王の巳之吉
- 大忠臣蔵 第23話「大石伏見に遊ぶ」（1971年、NET / 三船プロ） - 村田喜大夫
- ミラーマン 第19話 「二大怪獣出現 -深海の用心棒-」（1971年、CX / 円谷プロ） - 坂上
- 水戸黄門（TBS / C.A.L）
  - 第2部 第32話「小太刀の女 -久留米-」（1971年5月3日） - 津坂大膳
  - 第4部 第8話「忍び狩り -米沢-」（1973年3月12日） - 川添刑部
  - 第5部 第26話「福江城の対決 -五島-」（1974年9月30日） - 宍戸源左衛門
  - 第6部
    - 第10話「兄妹拳法絶海の対決 -隠岐-」（1975年6月2日） - 太左衛門
    - 第23話「あっぱれ武士道 -尾張-」（1975年9月1日） - 外村主膳

  - 第7部 第27話「真実に命をかけて -松本-」（1976年11月22日） - 川辺大膳
  - 第8部 第24話「裏切り武士道 -宇和島-」（1977年12月26日） - 阿部実親
  - 第9部
    - 第2話「死を賭けた武士道 -いわき-」（1978年8月14日） - 松田玄藩
    - 第14話「鈴に秘めた愛 -高田-」（1978年11月6日） - 伊達外記

  - 第11部
    - 第1話「密命帯びた逃亡者 -水戸-」（1980年8月18日） - 高力将監
    - 第6話「奇才・化け物まつり対決 -鶴岡-」（1980年9月22日） - 高力将監
    - 第25話「胸に悲願の裏切り者 -佐倉-」（1981年2月2日） - 原島兵部

  - 第12部
    - 第1話「讃岐への旅立ち -水戸・江戸-」（1981年8月31日） - 本荘宗然
    - 第13話「ご老公を爆殺せよ -高松-」（1981年11月23日） - 本荘宗然
    - 第26話「謀反からくり釣り天井 -宇都宮-」（1982年2月22日） - 関重左衛門

  - 第13部 第24話「とどけ馬子唄瞼の母に -熊本-」（1983年3月28日） - 安藤頼母
- 弥次喜多隠密道中 第17話「桑名の風来坊」（1972年、NTV / 歌舞伎座テレビ室） - 秋吉将監
- 鬼平犯科帳 第2シリーズ 第3話「兇賊」（1971年、NET /  東宝） - 網切りの甚五郎
- 軍兵衛目安箱 第20話「子供は見ていた」（1971年、NET / 東映） - 小金井隼人
- ターゲットメン 第13話「脱獄凹凸作戦」（1972年、NET / 東映）
- キイハンター 第205話「秘密指令 死体を交換せよ!」（1972年、TBS / 東映） - アジアエレクトロニクス社長・立石
- 銭形平次（CX / 東映）
  - 第310話「死ね!八五郎」（1972年） - 汐留の伝次
  - 第388話「人情大利根往来」（1973年） - 取手の島蔵
- 緊急指令10-4・10-10 第21話「怪鳥ラゴンの襲撃!」（1972年、NET / 円谷プロ） - 杉山大吉
- 太陽にほえろ!（NTV / 東宝）
  - 第7話「きたない奴」（1972年） - 寺林大五郎
  - 第329話「タイムリミット」（1978年） - 大河原議員
- 必殺シリーズ（ABC / 松竹）
  - 必殺仕掛人 第13話「汚れた二人の顔役」（1972年） - 一つ木の政蔵
  - 必殺仕業人 第20話「あんたこの志をどう思う」（1976年） - 金貸し吾兵衛
  - 必殺仕事人 第10話「木曾節に引かれた愛のその果ては?」（1979年） - 忠兵ヱ
- 大江戸捜査網 第87話「殺し屋がやって来る!」（1972年、12ch / 日活） - 人斬り半次郎
- 泣くな青春（1972年、CX / 東宝） - 島村刑事
- お祭り銀次捕物帳 第7話「怪談 殺された幽霊」（1972年、CX / 東映） - 杉森検校
- 隼人が来る 第10話「姫君の脱出」（1972年、CX / 東映） - 殿村勘解由
- 地獄の辰捕物控 第19話「密告状は涙で書いた」（1973年、NET / 東映） - 霧の又兵ヱ
- 長谷川伸シリーズ 第14話「江戸の花和尚」（1973年、NET / 東映） - 松垣貫人
- ご存知時代劇 / 弥太郎笠（1973年、NET） - お神楽の大八
- 荒野の用心棒 第32話「肌色の影は過去を秘めて…」（1973年、NET / 三船プロ） - 神甚の卓造
- 唖侍 鬼一法眼 第9話「青い目の少女」（1973年、NTV / 勝プロ） - 勘造
- 非情のライセンス（NET / 東映）
  - 第1シリーズ 第36話「兇悪の子猫たち」（1973年） - 石丸
  - 第2シリーズ 第59話「兇悪の三億円」（1975年） - 安井鉄造
- 荒野の素浪人（NET / 三船プロ）
  - 第1シリーズ 第59話「謀略 皆殺しの砦」（1973年） - 古賀仁斉
  - 第2シリーズ 第18話「仇討ち無残」（1974年） - 石堂将監
- 剣客商売 第10話「嘘とまことの間」（1973年、CX / 東宝） - 鎌屋辰蔵
- 旗本退屈男 第9話「待ち伏せ道中」（1973年、NET / 東映） ※市川右太衛門版
- 右門捕物帖 第8話「姉妹花」（1974年、NET / 東映）
- 白い牙 第23話「葬いのバラード」（1974年、NTV / 大映テレビ） - 鬼島征一郎
- 鞍馬天狗 第1話「御存知鞍馬天狗」（1974年、NTV / 東宝） - 織留屋清兵衛
- ぶらり信兵衛 道場破り 第16話「大騒ぎ芝居見物」（1974年、CX / 東映） - 道場主
- 水滸伝 第21話「巨星・荒野に墜つ」・第22話「壮絶! 救出大作戦」（1974年、NTV / 国際放映） - 曹狼
- おしどり右京捕物車 第10話「爆」（1974年、ABC / 松竹） - 甲州屋市兵衛
- 華麗なる一族（1975年、MBS / 東宝） - 中根正義
- 池田大助捕物日記 第21話「逢魔のとき」（1975年、KTV） - 伊三郎
- ザ★ゴリラ7 第16話「軍用拳銃密売人」（1975年、NET / 東映） - 森戸組組長
- 伝七捕物帳（NTV / ユニオン映画）
  - 第59話「お天道さまに申訳けない」（1975年） - 利兵衛
  - 第141話「懺悔に咲いた父娘舟」（1977年） - 茂兵衛
- 江戸を斬る（TBS / C.A.L.）
  - 江戸を斬るII（1975年） - 水野越前守
  - 江戸を斬るIV（TBS） 第17話「瑠璃玉の復讐」（1979年6月4日） - 太田周防守
  - 江戸を斬るV （TBS）
    - 第16話「紫頭巾の復讐」（1980年6月2日） - 石崎武太夫
    - 第26話「花火に散った老中暗殺」（1980年8月11日） - 水野越前守
- 影同心II 第13話「（秘）進学塾甘い罠」（1976年、MBS / 東映） - 柳玄石
- 桃太郎侍（NTV / 東映）
  - 第10話「のろ松恋ごころ」（1976年） - 椎名主膳
  - 第58話「二つの顔の男」（1977年） - 清蔵
  - 第80話「罪つくりな遺言」（1978年） - 宇崎兵庫
  - 第169話「百拾番は殺しの番号」（1980年） - 水野石見守正秋
  - 第185話「弱虫桃太郎と女盗賊」（1980年） - 本多伊予守
  - 第245話「涙ボロボロ唐辛子」（1981年） - 秋元日向守
- Gメン'75（TBS / 東映）
  - 第81話「灰色高官殺人事件」（1976年）
  - 第195話「プロ野球殺人事件」（1979年） - 郡司後援会長
  - 第225話「少年野球チーム誘拐」（1979年） - 兵頭組長
- 事件ファイル110 甘ったれるな 第1話「狙われた女子高生」（1976年、TBS / 松竹） - 桜井重造
- 白い秘密（1976年 - 1977年、TBS） - 藤堂
- ご存知!女ねずみ小僧 第17話「泥棒たちの一夜」（1977年、CX / 松竹） - 村井長庵
- 海は甦える（1977年、TBS） - 上村彦之丞
- 赤い絆 第25話「暗い海に叫ぶ老船員」他（1978年、TBS / 大映テレビ） - 大竹甲板長
- 大追跡 第26話「サヨナラは銃弾で…」（1978年、NTV / 東宝） - 浜村源造
- 土曜グランド劇場 / 貝がらの街（1978年、NTV） - 的場総一郎
- 特捜最前線（ANB / 東映）
  - 第66話「判決・毒薬を盛った女!」・第67話「判決II・自白を翻した女!」（1978年）
  - 第390話「判決・愛が裁かれるとき!」（1984年） - 桜井正規弁護士
  - 第507話「桜井警部補・哀愁の十字架」・第508話「神代警視正・愛と希望の十字架」（1987年） - 桜井正規弁護士
- 吉宗評判記 暴れん坊将軍（ANB / 東映）
  - 第23話「怒れ!! 魚河岸野郎」 （1978年） - 大山帯刀
  - 第100話「天下御免のにせ將軍」（1980年） - 戸部弾正
  - 第120話「竹姫様涙のお輿入れ」（1980年） - 大道寺主馬
- 大空港 第34話「復讐の大追撃! TOKYOコネクション1979」（1979年、CX / 松竹） - 五代
- 新幹線公安官 第2シリーズ 第23話「青春の逆流」（1978年、ANB / 東映） - 堀口（大川学園校長）
- チェックメイト78 第7話「警部と教授殺人事件」（1978年、ABC / テレパック）
- 薔薇海峡 （1978年、TBS）- 黒木
- 鉄道公安官 第5話「駅弁さん、こんにちは!」（1979年、ANB / 東映） - 会田（三星物産専務）
- 日本巌窟王（1979年、NHK） - 肥前屋徳兵衛
- 土曜ワイド劇場 / 渓流釣り殺人事件（1979年、ANB）
- 長七郎天下ご免! （ANB / 東映）
  - 第6話「天晴れ! へぼ同心初手柄」（1979年） - 奥住玄蕃
  - 第48話「命みじかく三十両」（1980年） - 奥江飛騨守
- 歴史の涙（1980年、TBS） - 田中静壱
- 雪姫隠密道中記（1980年、MBS） - 土井大炊頭
- 裸の大将放浪記（KTV / 東阪企画）
  - 第2話「欲張りの人も沢山いるので」（1980年） - 親分
  - 第25話「清・北の国のキューピッド」（1988年）
- 警視-K 第1話「そのしあわせ待った!」（1980年、NTV / 勝プロ）- 宗方会長
- ピーマン白書 第4話「先生も生徒がいなけりゃタダの人」（1980年、CX / テレビマンユニオン） - 星善之助
- 大捜査線 第28話「雁札遊戯」（1980年、CX / ユニオン映画）
- 木曜ゴールデンドラマ / 闇の中の黄金 謎の国東半島殺人事件（1981年、YTV / 東宝）
- ザ・ハングマン 第45話「浮気夫人の遺書を探れ」（1981年、ABC / 松竹芸能） - 前田仙造
- 時代劇スペシャル / 牢獄の花嫁（1981年、CX） - 大村郷左衛門
- 森繁久彌のおやじは熟年 第3話「嘘つき仲人大作戦」（1981年、ANB ） - 安田
- 眠狂四郎 円月殺法（1982年、TX） - 調所笑左衛門
- 松平右近事件帳 第12話「若君を消せ!」（1982年、NTV / ユニオン映画） - 阿部信重
- 御宿かわせみ 第2シリーズ（1982年 - 1983年、NHK） - 松浦方斎
- ミステリー Wの悲劇（1983年、TBS） - 和辻与兵衛
- 大岡越前 第7部 第15話「怨念秘めた唐人剣」（1983年8月1日、TBS / C.A.L） - 坂口嵐堂
- 明石貫平35才（1983年、NTV） - 英之介
- 探偵物語（1984年、TBS） - 国崎剛造
- どすこい!大五郎 髙見山物語（1985年、CX） - 高砂親方
- ハーフポテトな俺たち（1985年、NTV） - 幸之助
- 水曜ドラマスペシャル / 秘められた関係（1986年、TBS） - 大谷
- 火曜サスペンス劇場（NTV）
  - 顔のない女（1986年）
  - 三日間の悪夢（1988年）
  - 長く暑い夏の一日（1988年8月、彩の会） - 土屋医師
- 木曜ゴールデンドラマ / 悪霊の証明（1986年、YTV）
- 風雲江戸城 怒涛の将軍徳川家光（1987年、TX / 東映） - 大久保彦左衛門
- ザ・刑事 第12話「ビデオカメラが覗いた完全犯罪」 （1990年、ANB / 東宝） - 滝口徳蔵
- ウーマンドリーム（1992年、関西テレビ） -  ※ 遺作

## 声の出演
- スパイ大作戦
  - 戦慄のスパイ養成所（S1#10）‐ 所長パセック（アーサー・ヒル）
  - シンジケートをばらせ！（S1#17）‐ ジャック・ウェルマン（サイモン・オークランド）
- アンネの日記 アンネ・フランク物語（1979年、ABC） - オットー・フランク
- 西遊記（1988年、松竹） ※ナレーター
- ナイトライダー シーズン4 #6「復活ナイト2000! 大改造パワー全開!!」 （1988年、ANB） - サイモン・カラスカス（ウォルター・ゴデル）日本語吹替（DVD、コンプリートブルーレイに収録）
- 戦場にかける橋（NTV） - ウォーデン少佐（ジャック・ホーキンス）日本語吹替（デラックスエディションBlu-ray収録）

## 関連書籍
- 『日本映画スチール集 新興キネマ モダニズム篇』、立花忠男（編）、ワイズ出版、2002年1月 ISBN 4898301274